# سیدآباد (گلبهار)
سیدآباد روستایی در دهستان بیزکی بخش مرکزی شهرستان گلبهار استان خراسان رضوی ایران است.

## جمعیت
بر پایه سرشماری عمومی نفوس و مسکن در سال ۱۳۹۵ جمعیت این روستا ۷۵ نفر (۲۲خانوار) بوده‌است.